# Plasmafysica
Plasmafysica is een tak van de natuurkunde die het dynamische gedrag van plasma's bestudeert.
Het is, in het kort, de studie van de statistische en dynamische eigenschappen van een gas (deels) bestaande uit geladen deeltjes, dat echter door het aanwezig zijn van dezelfde hoeveelheden positieve en negatieve lading als geheel elektrisch neutraal is. Zo'n gas wordt een plasma genoemd, en wordt soms aangeduid als de vierde aggregatietoestand (naast vast, vloeibaar en gasvormig). In deze context verwijst plasma dan naar een gas dat genoeg energie bevat om (een deel van) de atomen (deels) van hun elektronen te ontdoen (ionisatie), en dus eigenlijk een wolk vormt van zowel ionen als elektronen. Omdat een plasma geladen deeltjes bevat gedraagt het zich totaal anders dan een neutraal gas door de aanwezigheid van elektromagnetische velden.
Plasmafysica is belangrijk voor de astrofysica omdat vele sterrenkundige objecten zoals sterren, nevels en het interstellaire medium uit plasma bestaan.

## Geschiedenis
De term plasma voor een geladen fluïdum dateert uit 1922 en is afkomstig van de Amerikaanse chemicus Irving Langmuir. Tijdens de jaren 1920 en 1930 spitste het onderzoek zich toe op een beter begrip van de ionosfeer en haar effect op radiogolven, en op het gedrag van geïoniseerde gassen in elektronenbuizen voor het gebruik als gelijkrichters, schakelaars en spanningsregelaars toen er voor dat doel nog geen halfgeleidercomponenten waren. In de jaren 1940 ontwikkelde Hannes Alfvén een theorie van hydromagnetische golven, thans Alfvéngolven genoemd, om plasma's in de ruimte beter te begrijpen. In de vroege jaren 1950 gebeurde er veel geheim onderzoek naar plasma's in het kader van de ontwikkeling van fusiereactoren. Vanaf 1958 werd dat onderzoek openbaar en begonnen de eerste internationale samenwerkingen. In de jaren 1970 en 1980 zette dit fusieonderzoek zich verder op basis van de Sovjet-Russische uitvinding van de tokamak, waarin voor het eerst zeer hete en volledig geïoniseerde plasma's konden worden gecreëerd.
Onderzoek naar plasma's in de ruimte begon al in de 19de eeuw, maar kwam in een stroomversnelling vanaf de beschikbaarheid van ruimtetuigen en radiotelescopen. Vanaf de jaren 1990 openden zich de nieuwe onderzoeksgebieden der niet-neutrale plasma's en stofplasma's, d.w.z. plasma's waarin relatief zware vaste stofdeeltjes elektrisch geladen worden.

## Onderzoeksdomeinen
Actieve onderzoeksdomeinen zijn onder andere:
- Plasmatheorie
  - Vlasov-vergelijking
  - Magnetohydrodynamica
  - Plasma-evenwichten en -stabiliteit
  - Plasmagolven, Landaudemping
- Plasmatoestellen
  - Magnetische opsluiting -- tokamak, stellarator, pinch, magnetische spiegel
  - Inertiële opsluiting
- Kernfusie
- Plasmabronnen
- Industriële plasma's
- Ruimteplasma's, bijvoorbeeld de magnetosfeer van de aarde
- Plasmakosmologie

akoestiek · astrofysica · astronomie · atoomfysica · biofysica · deeltjesfysica · elektromagnetisme · fysische chemie · fysische transportverschijnselen · geofysica · kernfysica · kwantummechanica · mathematische fysica · mechanica · medische fysica · meteorologie · metrologie · molecuulfysica · optica (fysische en geometrische optica) · plasmafysica · relativiteitstheorie · statistische thermodynamica · stromingsleer · thermodynamica · vastestoffysica